# Two-level game-teorien
Two-level game-teorien er en politisk model om international konfliktløsning mellem liberale demokratier udledt fra spilteori og oprindeligt introduceret i 1988 af Robert Putnam.
Modellen analyserer internationale forhandlinger mellem liberale demokratier som bestående af samtidige forhandlinger på nationalt og internationalt niveau. På nationalt niveau forsøger magthaverne at opfange befolkningens og nationale gruppers holdninger og derudfra at bygge alliancer med disse; på det internationale niveau forsøger magthaverne derimod at tilpasse sig de internationale ønsker, uden at dette kommer i modstrid med de nationale interesser. Der opstår såkaldte win-set, når de nationale og internationale aktørers interesser overlapper hinanden, hvorfor der opstår mulighed for at forhandle en international aftale eller traktat i hus.